# Alzano Lombardo
Alzano Lombardo är en ort och kommun i provinsen Bergamo i regionen Lombardiet i Italien. Kommunen hade 13 655 invånare (2018).